# Taylor Lautner
Taylor Daniel Lautner (Grand Rapids, 11 febbraio 1992) è un attore statunitense, principalmente noto per aver interpretato il ruolo di Jacob Black negli adattamenti cinematografici nella saga letteraria Twilight.

## Biografia

Firma di Taylor Lautner

Taylor Lautner è nato a Grand Rapids, in Michigan, figlio di Deborah e Dan Lautner, ha una sorella di sei anni più piccola di nome Makena. Tra le sue origini si annoverano discendenti di derivazione francese, olandese, e una distante ascendenza nativa americana, più specificatamente di etnia ottawa e potawatomi.

### Sport
All'età di sette anni comincia a praticare karate e taekwondo, allenandosi nella Fabiano's Martial Arta School in Holland, Michigan. Dopo un anno comincia a partecipare e a vincere dei tornei. Inizia ad allenarsi con il sette volte campione del mondo di karate Michael Chaturantabut, e a otto anni chiede di rappresentare il suo paese nella divisione dei dodicenni nel World Karate Association dove si mette alla prova diventando campione Junior World Forms and Weapons e vincendo tre medaglie d'oro.

### Primi lavori
All'età di sette anni, il suo istruttore di arti marziali lo persuade ad andare a un'audizione per una parte nella pubblicità di Burger King a Los Angeles. Nonostante l'esito negativo, Lautner decide di voler tentare una carriera nel mondo della recitazione. Per questo motivo si trasferisce con la sua famiglia in California per seguire la carriera d'attore a tempo pieno e poter essere presente ai numerosi provini. Nel 2000 partecipa allo spot pubblicitario della Kellogg's e l'anno dopo il regista giapponese Makoto Yokoyama lo sceglie per interpretare il ruolo del protagonista da bambino nel film d'azione Shadow Fury, dove recita accanto a Pat Morita. Sempre nel 2001 interpreta un piccolo ruolo nella serie televisiva Summerland. Nel 2002 presta la voce come doppiatore di alcuni personaggi nel cartone animato Scooby-Doo. Tra il 2003 e il 2004 partecipa a due episodi dello show comico di Bernie Mac The Bernie Mac Show e nel 2004 partecipa a un episodio della serie televisiva Tutto in famiglia con Damon Wayans e Tisha Campbell-Martin.
Nel 2005 arriva alla notorietà mondiale interpretando il ruolo di Sharkboy nel film fantastico Le avventure di Sharkboy e Lavagirl in 3-D, diretto dal regista Robert Rodriguez, dove recita accanto ad attori come David Arquette e Kristin Davis, che nella pellicola interpretano i genitori, e lo stesso anno presta la voce in due episodi del cartone animato Duck Dodgers - Le avventure spaziali di Daffy Duck e in due episodi del cartone animato Danny Phantom, prodotto dalla Nickelodeon. Nello stesso anno interpreta uno dei figli di Eugene Levy nel film comico Il ritorno della scatenata dozzina accanto ad attori come Steve Martin, Carmen Electra, Hilary Duff e Bonnie Hunt e partecipa a un episodio della sit com americana Love, Inc.. Nel 2006 doppia uno dei personaggi del cartone animato He's a Bully, Charlie Brown, che vede come protagonisti i personaggi dei Peanuts creati da Charles Schulz.

### Twilighte lavori successivi

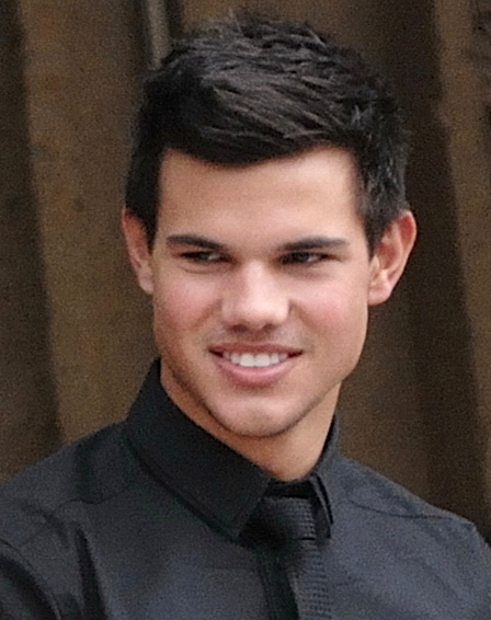
Taylor Lautner fotografato al Crillon Hotel di Parigi, il 10 novembre 2009

La svolta nella sua carriera avviene nel 2007 quando la regista Catherine Hardwicke lo sceglie per il ruolo di Jacob Black nel film Twilight, prima pellicola tratta dalla saga di Twilight della scrittrice statunitense Stephenie Meyer. Nel 2008, grazie agli incassi ottenuti dal film, la Summit Entertainment decide di avviare il sequel tratto dal secondo romanzo della saga, intitolato New Moon. All'annuncio del sequel, sono cominciate a girare indiscrezioni sul fatto che il regista Chris Weitz, chiamato dalla produzione per sostituire la Hardwicke, avesse intenzione di non affidare a Lautner il ruolo di Jacob Black in New Moon, dato che Lautner aveva un fisico troppo adolescenziale per poter rappresentare Jacob Black in questa fase della storia. Le indiscrezioni indicavano come sostituto di Lautner l'attore americano di origine filippina Michael Copon, già visto nella serie tv Power Rangers Time Force del 2001 nel ruolo di uno dei protagonisti. Tuttavia Lautner è riuscito ad ottenere la ri-conferma del suo ruolo intensificando esercizi giornalieri di pesi e ginnastica varia per ottenere la massa muscolare necessaria per interpretare la parte, aumentando così il suo peso corporeo di circa 14 kg.
Nel 2010 è stato inserito al secondo posto nella classifica de I 50 uomini più sexy dell'anno stilata dalla rivista Glamour, ed è stato anche riconosciuto come l'attore adolescente più pagato di Hollywood. Per questo ruolo Lautner si aggiudica una nomination ai Razzie Awards del 2010 per The Twilight Saga: New Moon, nel 2011 per The Twilight Saga: Eclipse, e nel 2012 per The Twilight Saga: Breaking Dawn - Parte 1 per la peggior coppia sullo schermo, candidatura che l'attore condivide con i co-protagonisti Robert Pattinson e Kristen Stewart. Lautner viene anche nominato come peggior attore protagonista per il film Appuntamento con l'amore sempre nel 2011, e peggior attore protagonista nel 2012 per The Twilight Saga: Breaking Dawn - Parte 1. Anche nel 2013 riceve le nomination per peggior attore non protagonista, peggior coppia sullo schermo con Mackenzie Foy, e peggior cast per il film The Twilight Saga: Breaking Dawn - Parte 2.
Nel corso del 2011, l'attore prende parte al film diretto da John Singleton Abduction - Riprenditi la tua vita. Il film è uscito nelle sale cinematografiche americane il 23 settembre 2011, rivelandosi un flop. Nel 2015 è protagonista, insieme all'attrice Marie Avgeropoulos, nel film Tracers, mentre l'anno successivo interpreta il dottor Cassidy Cascade nella serie TV Scream Queens.

### Vita privata
Sul set del film Appuntamento con l'amore, ha conosciuto la cantante Taylor Swift con cui si è fidanzato nel luglio 2009 ma la loro relazione si è conclusa cinque mesi dopo. 
Nel 2022 ha sposato l'infermiera Taylor Dome.

## Filmografia

### Attore

#### Cinema
- Le avventure di Sharkboy e Lavagirl in 3-D (The Adventures of Sharkboy and Lavagirl in 3-D), regia di Robert Rodriguez (2005)
- Il ritorno della scatenata dozzina (Cheaper by the Dozen 2), regia di Adam Shankman (2005)
- Twilight, regia di Catherine Hardwicke (2008)
- The Twilight Saga: New Moon, regia di Chris Weitz (2009)
- Appuntamento con l'amore (Valentine's Day), regia di Garry Marshall (2010)
- The Twilight Saga: Eclipse, regia di David Slade (2010)
- Abduction - Riprenditi la tua vita, regia di John Singleton (2011)
- Field of Dreams 2: Lockout, regia di Eric Appel (2011)
- The Twilight Saga: Breaking Dawn - Parte 1, regia di Bill Condon (2011)
- The Twilight Saga: Breaking Dawn - Parte 2, regia di Bill Condon (2012)
- Un weekend da bamboccioni 2 (Grown Ups 2), regia di Dennis Dugan (2013)
- Tracers, regia di Daniel Benmayor (2015)
- The Ridiculous 6, regia di Frank Coraci (2015)
- Run the Tide - Inseguendo un sogno (Run the Tide), regia di Soham Mehta (2016)
- Home Team, regia di Charles Kinnane (2022)

#### Televisione
- Summerland - serie TV, episodio 1x07 (2004)
- The Bernie Mac Show - serie TV, episodi 2x11-4x02 (2004)
- Tutto in famiglia (My Wife and Kids) - serie TV, episodio 5x04 (2004)
- Love, Inc. - serie TV, episodio 1x12 (2006)
- My Own Worst Enemy - serie TV, 7 episodi (2008)
- Cuckoo - serie TV, 14 episodi (2014-2019)
- Scream Queens - serie TV, 10 episodi (2016)

### Doppiatore
- Le nuove avventure di Scooby-Doo (What's New, Scooby-Doo?) - serie TV, episodi 3x07-3x08 (2004)
- Duck Dodgers - serie TV, episodio 3x09-3x10 (2005)
- Danny Phantom - serie TV, episodi 2x03-2x05-2x09 (2005)

## Riconoscimenti
- MTV Movie Awards
  - 2009 – Candidatura alla miglior performance rivelazione maschile per Twilight
  - 2010 – Candidatura alla miglior performance maschile per The Twilight Saga: New Moon
  - 2010 – Candidatura al miglior bacio (condiviso con Taylor Swift) per Appuntamento con l'amore
  - 2011 – Candidatura alla miglior performance maschile per The Twilight Saga: Eclipse
  - 2011 – Candidatura al miglior bacio (condiviso con Kristen Stewart) per The Twilight Saga: Eclipse
- Nickelodeon Kids' Choice Awards
  - 2010 – Miglior attore per The Twilight Saga: New Moon[27]
  - 2010 – Coppia più carina (condiviso con Kristen Stewart) per The Twilight Saga: New Moon[27]
  - 2012 – Miglior Buttkicker[28]
- People's Choice Awards
  - 2011 – Miglior attore emergente[29]
  - 2011 – Team preferito in un film (condiviso con Robert Pattinson e Kristen Stewart) per The Twilight Saga: Eclipse[29]
  - 2012 – Candidatura all'attore preferito in un film d'azione per Abduction - Riprenditi la tua vita
- Razzie Awards
  - 2009 – Candidatura alla peggior coppia sullo schermo (condivisa con Robert Pattinson e Kristen Stewart) per The Twilight Saga: New Moon
  - 2010 – Candidatura al peggior attore protagonista per The Twilight Saga: Eclipse e Appuntamento con l'amore
  - 2010 – Candidatura alla peggior coppia sullo schermo (condivisa con tutto il cast del film) per The Twilight Saga: Eclipse
  - 2011 – Candidatura al peggior attore protagonista per The Twilight Saga: Breaking Dawn - Parte 1 e Abduction – Riprenditi la tua vita
  - 2011 – Candidatura alla peggior coppia sullo schermo (condivisa con Robert Pattinson e Kristen Stewart) per The Twilight Saga: Breaking Dawn – Parte 1
  - 2011 – Candidatura al peggior cast per The Twilight Saga: Breaking Dawn – Parte 1
  - 2012 – Peggior attore non protagonista per The Twilight Saga: Breaking Dawn - Parte 2[25]
  - 2012 – Peggior coppia sullo schermo (condiviso con Mackenzie Foy) per The Twilight Saga: Breaking Dawn – Parte 2[25]
  - 2012 – Peggior cast per The Twilight Saga: Breaking Dawn – Parte 2[25]
- Saturn Awards
  - 2010 – Candidatura al miglior attore emergente per The Twilight Saga: New Moon
- Scream Award
  - 2010 – Candidatura al miglior attore fantasy per The Twilight Saga: Eclipse
- Teen Choice Awards
  - 2009 – Miglior attore Fresh Face per Twilight[30]
  - 2010 – Miglior attore in un film fantasy per The Twilight Saga: New Moon[31]
  - 2010 – Ragazzo più sexy[31]
  - 2010 – Icona maschile del tappeto rosso[31]
  - 2010 – Miglior sorriso[31]
  - 2010 – Candidatura al miglior attore dell'estate[31]
  - 2011 – Miglior attore in un film fantasy per The Twilight Saga: Eclipse
  - 2012 – Miglior attore in un film d'azione per Abduction – Riprenditi la tua vita
  - 2012 – Candidatura al miglior attore in un film fantasy/sci-fi per The Twilight Saga: Breaking Dawn – Parte 1
  - 2015 – Candidatura al miglior attore in un film d'azione per Tracers[32]
  - 2016 – Candidatura al miglior attore televisivo in una commedia per Cuckoo
  - 2017 – Candidatura al miglior attore in un film drammatico per Run the Tide
  - 2017 – Candidatura al miglior ruba-scena per Scream Queens
- Young Artist Awards
  - 2006 – Candidatura al miglior attore in un film commedia/drammatico per Le avventure di Sharkboy e Lavagirl in 3-D[33]
  - 2010 – Candidatura come miglior attore per The Twilight Saga: New Moon[34]

## Doppiatori italiani
Nelle versioni in italiano dei suoi film, Taylor Lautner è stato doppiato da:
- David Chevalier in Twilight, The Twilight Saga: New Moon, Appuntamento con l'amore, The Twilight Saga: Eclipse, Abduction - Riprenditi la tua vita, The Twilight Saga: Breaking Dawn - Parte 1, The Twilight Saga: Breaking Dawn - Parte 2, Un weekend da bamboccioni 2, Tracers, The Ridiculous 6, Scream Queens, Home Team
- Furio Pergolani in Le avventure di Sharkboy e Lavagirl in 3-D
- Mirko Cannella in My Own Worst Enemy
- Alessandro Capra in Run the Tide - Inseguendo un sogno